# Melonycteris fardoulisi
Melonycteris fardoulisi — вид рукокрилих, родини Криланових, ендемік Соломонових островів.

## Поширення, поведінка
Його природним середовищем проживання є гірські та низинні тропічні ліси.